# Chrobry-Eiche

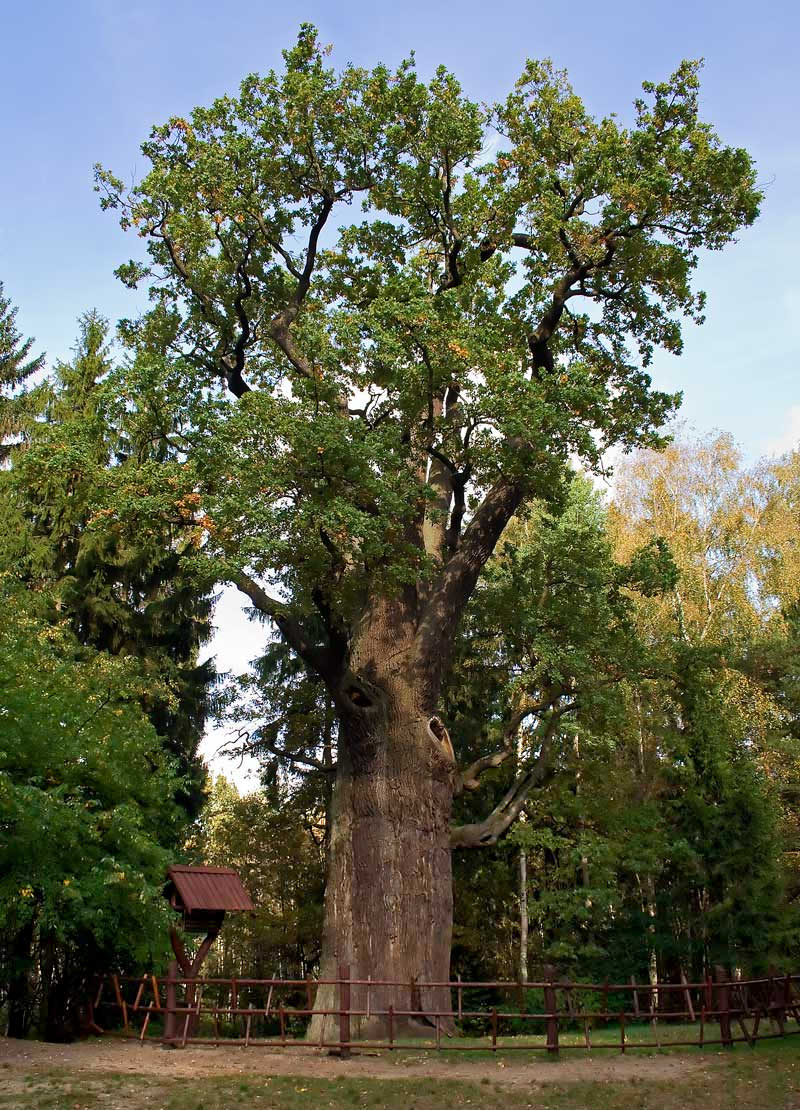
Chrobry-Eiche, Piotrowice, im Jahr 2007

Die Chrobry-Eiche ['xrɔbrɨ-] (polnisch Dąb Chrobry), benannt nach dem Beinamen Chrobry (für „tapfer, kämpferisch, mutig“) des Fürsten und ersten polnischen Königs Bolesław dem Tapferen, ist eine der ältesten Stieleichen in Polen.

## Geschichte der Chrobry-Eiche

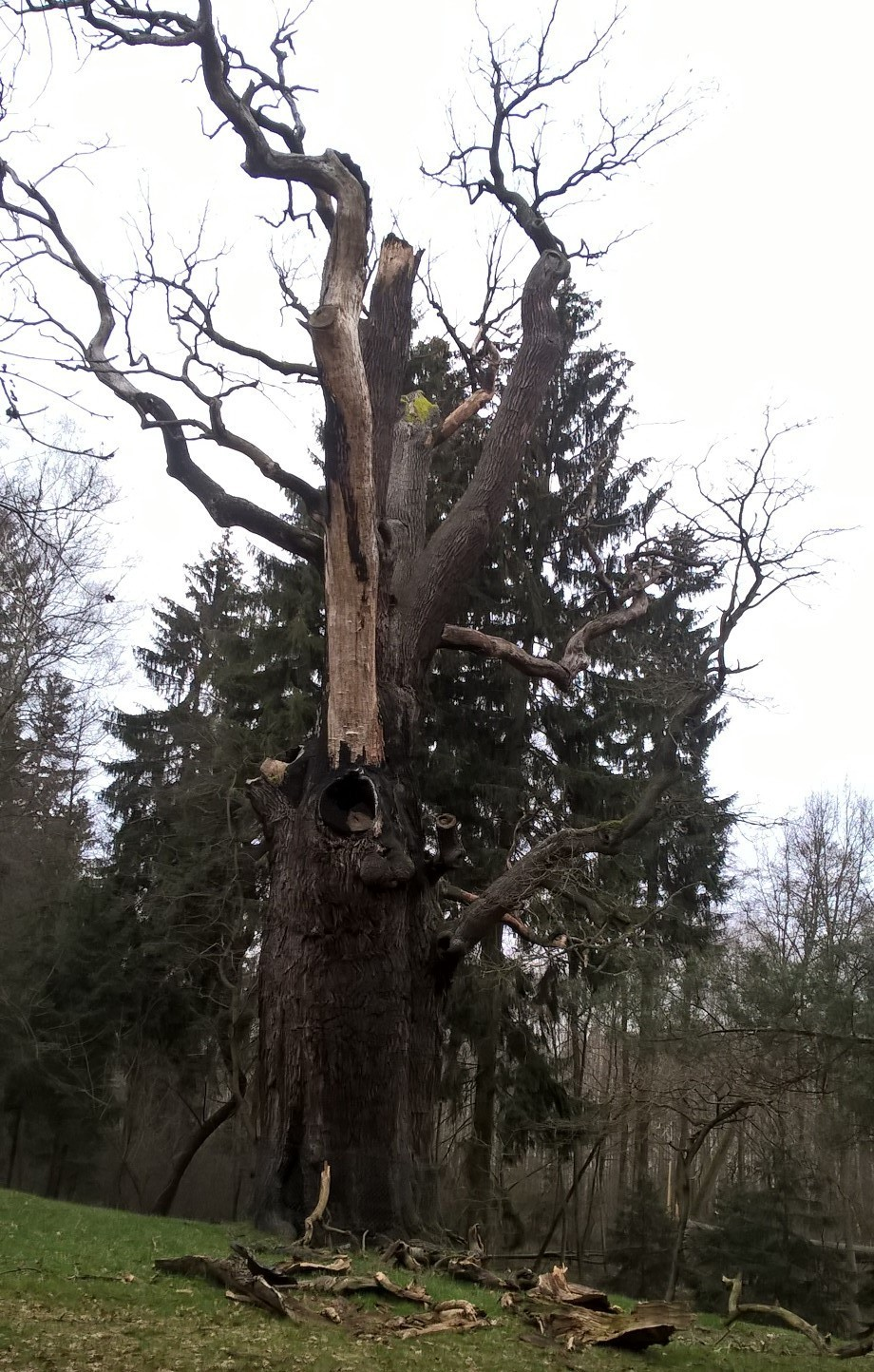
Chrobry-Eiche im Jahr 2017

Der Baum steht auf dem Gebiet des einstigen Sprottauer Stadtforstes, jetzt Teil des Naturreservats Buczyna Szprotawska in der Niederschlesischen Heide (Bory Dolnośląskie) und markiert die Gemarkungsgrenze von Szprotawa (Sprottau) und dessen östlichem Nachbarort Piotrowice (Petersdorf).
Als Naturdenkmal ist sie seit dem 24. März 1967 anerkannt. Schon vor dem Zweiten Weltkrieg im damals deutschen Niederschlesien war sie geschützt. Ihr Alter wird auf etwa 765 Jahre geschätzt, sie keimte ungefähr um das Jahr 1250 aus.
Die Chrobry-Eiche hatte bis zu einem Brand eine stark entwickelte Krone und dicke Äste, die in Zweige mit üppiger Belaubung übergingen. Der Stamm und einige Äste sind hohl.
Die Spannweite der Krone betrug etwa 16 m, die Höhe 28 m. Der Stammumfang liegt bei 10,04 m und der Brusthöhendurchmesser 315,5 cm. Das Holzvolumen des Baums beläuft sich auf etwa 90 m³. Der Baum ist damit nach seinem Holzvolumen in Mitteleuropa die drittgrößte und in Polen die größte Eiche.
Der Name geht auf eine Legende zurück, nach der sich angeblich Kaiser Otto III. unter dieser Eiche mit Bolesław den Tapferen getroffen habe, was jedoch unmöglich ist, da beide bei der Keimung der Eiche schon etwa 200 Jahre verstorben waren.
Papst Johannes Paul II. weihte Eicheln der Eiche am 28. April 2004 während einer Pilgerfahrt von Förstern zum Vatikan. Aus ihnen wurden 500 Setzlinge in der Baumschule von Rudy Raciborskie gezogen. Die Setzlinge wurden zertifiziert und im ganzen Land zum Gedenken an den polnischen Papst ausgepflanzt.
Am 18. November 2014 brannte die Eiche, wahrscheinlich durch Brandstiftung. Die Eiche zeigt seither kein Wachstum, der Stamm verliert seine Äste nach und nach. 2020 wurde die Eiche für tot erklärt.